# Ceccardo Roccatagliata Ceccardi
Ceccardo Roccatagliata Ceccardi (Genova, 6 gennaio 1871 – Genova, 3 agosto 1919) è stato un poeta italiano.
È stato un precursore della poesia ligure del Novecento che va da Camillo Sbarbaro a Eugenio Montale, ma nella sua formazione s'incrociano anche residui carducciani e inquietudini decadenti che rinviano a Pascoli, a D'Annunzio e ai simbolisti francesi. Nelle sue composizioni migliori s'avverte un teso lirismo che si placa a tratti in eleganti movenze elegiache o in dense evocazioni del paesaggio ligure.

## Biografia

### I primi anni
Ceccardo Roccatagliata Ceccardi nacque il 6 gennaio 1871 a Genova, nella casa di famiglia in via Caffaro, prima che la famiglia si trasferisse a Ortonovo, nell'attuale provincia della Spezia. I genitori erano Lazzaro Roccatagliata (n. 1837), genovese, modesto proprietario di umili origini, e Giovanna Battistina Ceccardi, della famiglia dei Ceccardi, originaria di Ortonovo in Lunigiana. I Ceccardi erano una famiglia eminente, ma non nobile, come invece volevano far credere.

Dopo la nascita del secondogenito, Luigi Roccatagliata (12 ottobre 1878), i contrasti tra i coniugi e il fatto che Lazzaro Roccatagliata avesse dilapidato la fortuna di famiglia fecero sì che Giovanna Ceccardi si trasferisse a Ortonovo lasciando il marito a Genova e portando con sé i figli.

Dalla madre Ceccardo imparò ad amare la poesia, con gli autori inglesi da Shelley a Keats, ma anche con Victor Hugo e Giacomo Leopardi. Tuttavia a Ortonovo le condizioni economiche rasentavano la povertà. 
Dagli anni dell'infanzia in Lunigiana Ceccardo trasse spunti per i sonetti di Apua Mater.

### Gli studi
Ceccardo si iscrisse al ginnasio di Massa, poi nel 1888 al liceo della stessa città. Doveva andare a scuola a piedi e tornare sempre a piedi per la scarsità di mezzi economici. Dopo la prima liceo, proseguì gli studi privatamente conseguendo il diploma di licenza liceale al Liceo ginnasio Andrea D'Oria di Genova. A Genova rimase per frequentare l'università. Fu il padre a richiederne la presenza presso di sé, intendendo far svolgere al figlio l'attività di notaio. Ceccardo frequentò pertanto il corso di notariato presso l'Università di Genova in via Balbi.

Nel 1892, mentre si trovava a Genova, in Lunigiana moriva la madre: dei due figli, Ceccardo rimase a Genova, mentre Luigi stava a Ortonovo, dove riceveva spesso visite dal fratello.
Ceccardo dovette abbandonare l'università, e in seguito al tracollo finanziario familiare condurre per molti anni una vita travagliata.

### L'attività

La moglie e il figlio del poeta

Si spostava frequentemente a Ortonovo, e a Carrara collaborava a fogli locali come Lo Svegliarino, "Giornale della Democrazia", fondato nel 1877.

A Genova frequentava gli ambienti della Galleria Mazzini, soprattutto la Libreria Moderna e il Caffè Roma. Era cronista giudiziario per Il Caffaro, e fra gli altri seguì il processo al brigante Musolino a Lucca. Collaborava a riviste letterarie come La tavola rotonda di Napoli e L'idea liberale di Milano. Era un protagonista della cultura genovese del suo periodo, a lui facendo riferimento un folto gruppo di intellettuali, nel quale si contavano fra gli altri lo scultore Edoardo De Albertis e Camillo Sbarbaro; particolare amicizia strinse con il pittore Plinio Nomellini. Incontrava esponenti della cultura anche in altre città, ad esempio nella redazione fiorentina de Il Popolo conobbe il pittore Lorenzo Viani, cui fu legato da profonda amicizia. In questo periodo Ceccardo sostenne anche due duelli.
Ceccardo trascorse il biennio 1896-7 a Carrara. Nel 1898 tornò a Genova, dove frequentò il cosiddetto "cenacolo di Sturla", di cui facevano parte Edoardo De Albertis, Alessandro Varaldo, Plinio Nomellini. Tramite questi artisti conobbe anche Gian Pietro Lucini, Angiolo Orvieto e Angiolo Silvio Novaro. Quest'ultimo lo invitò a collaborare a La Riviera Ligure, rivista letteraria ligure. Ceccardo continuò a collaborare sistematicamente con la rivista quando questa passò sotto la direzione di Mario Novaro, fino alla morte.
Proprio a Genova conobbe Francesca Giovannetti, originaria di Sant'Andrea Pelago, che sposò nel 1901. Il matrimonio fu celebrato da Don Gimorri nell'Oratorio dei Casoni di Sant'Andrea. L'anno successivo nacque il figlio Tristano. Spinto da necessità, dal 1903 risiedette, più o meno stabilmente, a Sant'Andrea Pelago, nella casa della moglie, in via di Fortezza.
Nel 1903 si mise in luce come esperto d'arte, criticando sui giornali i restauri dei quadri di Palazzo Rosso, creando scandalo ma ricevendo anche apprezzamenti. 
Oltre all'attività poetica tradusse dal latino gli Annali del Caffaro su commissione del 1908 del Comune di Genova.
Creò il "Cenacolo di Apua", che poi divenne "Repubblica di Apua" e cui partecipavano personaggi importanti dei primi anni del Novecento come il pittore Lorenzo Viani, lo scrittore Enrico Pea e lo storico e letterato Pietro Ferrari. Ceccardo ne era il presidente e Viani il luogotenente.
Nel 1915 assieme ad Alceste de Ambris e Giuseppe Ungaretti si arruolò volontario nella prima guerra mondiale.
Il 16 settembre 1918 venne iniziato in Massoneria nella Loggia "Trionfo Ligure - Secolo Nuovo" di Genova.
Poco prima della morte, avvenuta nel 1919, ebbe assegnata la cattedra di italiano in un istituto tecnico di Parma.
Le sue ceneri sono conservate nella sala centrale del tempio crematorio, all'interno del cimitero monumentale di Staglieno, a Genova.
La Spezia lo ricorda con un busto in marmo di Carrara posto nei Giardini Pubblici, opera dello scultore Aldo Buttini, e con una via lui dedicata.

## Poetica
La sua poesia si può ritenere espressione di un disagio esistenziale dovuto forse alla sua vita sregolata e ribelle, raccontata e un po' mitizzata dall'amico anarchico, scrittore e pittore Lorenzo Viani in Ceccardo (1922). Lo si nota nelle sue opere più riuscite, dove esprime, come nel Il Viandante (1911), il desiderio di fuggire di terra in terra per incontrare e celebrare sia la bellezza sia la povertà. 

Oltre a ciò emerge una vita più carica di tensioni, ansie che si attenuano a tratti nella sua elegante prosa intrisa di sentimenti e nostalgici ricordi del paesaggio ligure, come in Apua Mater 1905.

Quel suo modo di vivere sopra le righe lo porta in un momento di lucida follia a definirsi, sulle pagine della Gazzetta livornese (1898), «un fratello lontano di Tristan Corbière e di Rimbaud e un piccolo cugino di Verlaine».

## Opere

### Raccolte di poesie

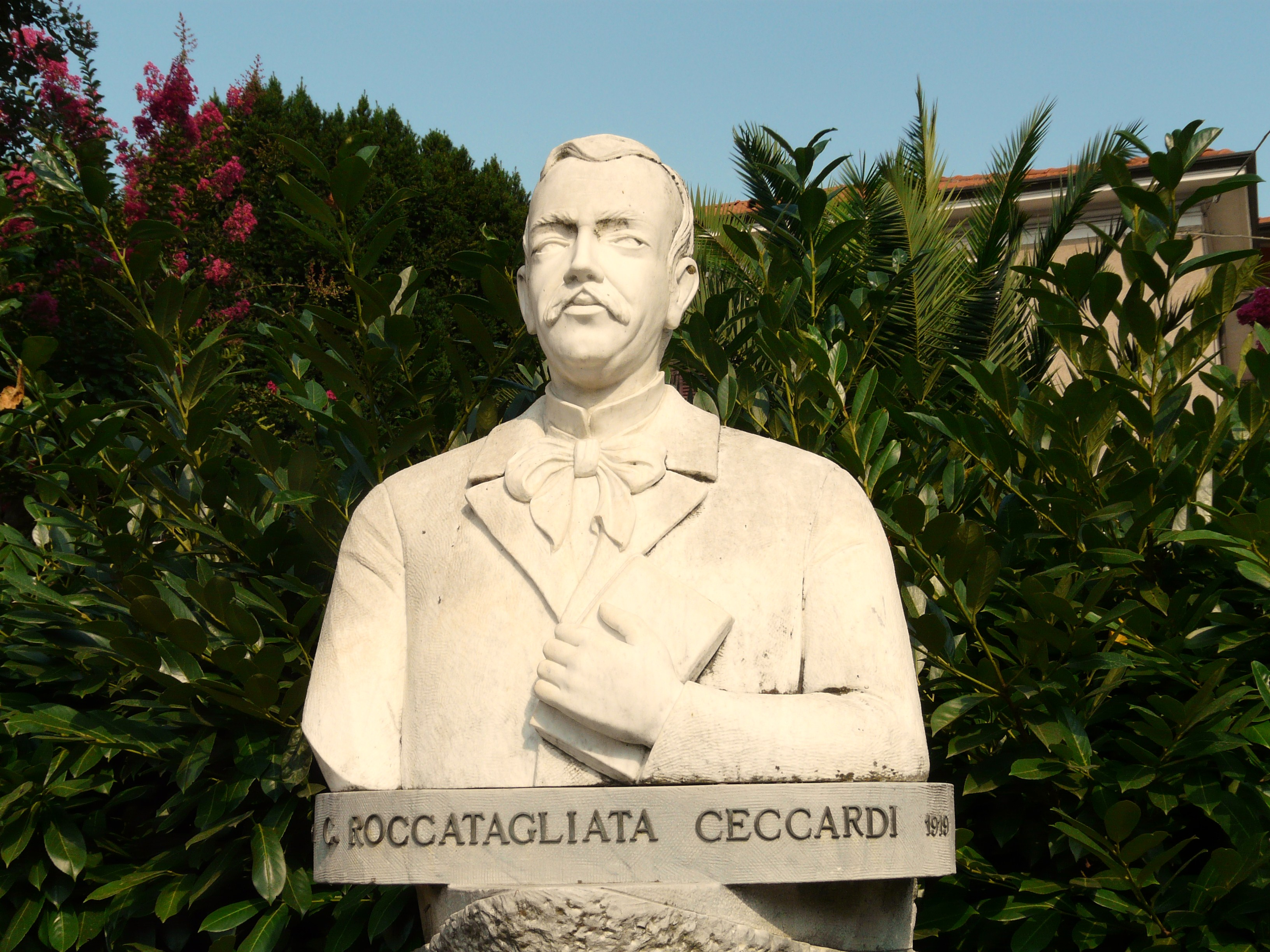
Il busto marmoreo ad Ortonovo presso il municipio.

- Libro dei frammenti, 1895
- Viandante, 1901
- Apua Mater, 1905
- Sonetti e poemi, 1898-1909
- Empoli, 1910
- Sillabe ed ombre, 1919
- Milano, 1919

### Opere liriche
- Don Chisciotte, 1916, tre atti e un prologo, libretto per la musica di Guido Dall'Orso.

## Monumenti e vie intitolate a Ceccardo Roccatagliata Ceccardi
- Aulla: busto in marmo di Carrara, in Largo Mastro Andrea
- Camaiore: di fronte al cimitero di Capezzano pianore si trova via C.Ceccardi di Roccatagliata
- Genova: via Ceccardo Roccatagliata Ceccardi (tra Piazza Dante e Via XX Settembre)
- La Spezia: grande busto in marmo di Carrara, opera dello scultore Aldo Buttini, a cura dell'Università popolare della Spezia, collocato nei Giardini Pubblici (1930);
- La Spezia, via Ceccardo Roccatagliata Ceccardi (tra viale Mazzini e via Don Minzoni);
- Lavagna: Via Ceccardo Roccatagliata Ceccardi (tra Corso Buenos Aires e Via Garibaldi)
- Marina di Carrara: scuola materna Roccatagliata Ceccardo Ceccardi in via F. Cavallotti
- Massa:  in località Poveromo nelle vicinanze dell'aeroporto del Cinquale
- Ortonovo: nel centro storico dove il poeta visse da ragazzo è intitolata una delle strade principali e, in un'aiuola di fianco al palazzo comunale, è un suo busto in marmo. A Ortonovo inoltre gli è dedicata la scuola media in Via Camporeggio, nella frazione di Casano.
- Pievepelago - Via Ceccardo - Frazione S.Andreapelago
- Carrara - via Roccatagliata Ceccardo Ceccardi - frazione Fossone Alto

### Edizioni recenti delle opere di Ceccardo
- Ceccardo Roccatagliata Ceccardi: tutte le opere - Vita e saggio critico a cura di Pier Antonio Balli, Apua editrice, Carrara 1969
- Ceccardo Roccatagliata Ceccardi, Ultimi inediti di Ceccardo Roccatagliata Ceccardi - A cura di Emma Pistelli Rinaldi, Savona, Sabatelli editore, 1981
- Ceccardo Roccatagliata Ceccardi, Tutte le poesie - A cura di Bruno Cicchetti, Genova, Sagep, 1982
- Ceccardo Roccatagliata Ceccardi, Lettere di crociera, Genova, San Marco dei Giustiniani, 1996
- Ceccardo Roccatagliata Ceccardi, Colloqui d'ombre. Tutte le poesie (1891-1919) - a cura di Francesca Corvi, Genova, De Ferrari, 2005

### Opere su Ceccardo
- Roberto Mosena, Roccatagliata Ceccardi. Metamorfosi e ismi della poesia, Ulisse, Roma 2004
- Giorgio Caproni, Ceccardo Roccatagliata Ceccardi in Il Novecento, I vol. a cura di Piero Gelli e Gina Lagorio, Milano, Garzanti, 1980
- Anna Nozzoli, Montale e l'ombra di Ceccardo in Voci di un secolo, Roma, Bulzoni, 2000
- Emma Pistelli Rinaldi, Ceccardo Roccatagliata Ceccardi tra ottocento e novecento, Savona, Sabatelli editore, 1978
- Vittorio Coletti, La lingua irrequieta di Ceccardi in Momenti del linguaggio poetico novecentesco, Genova , Il Melangolo, 1978
- Tito Rosina, Ceccardo Roccatagliata Ceccardi, Genova, Emiliano degli Orsini, 1937